# Shūr-e Qarah Kand
Shūr-e Qarah Kand (persiska: شور قره کند, Shūr-e Qareh Kand) är en ort i Iran.   Den ligger i provinsen Östazarbaijan, i den nordvästra delen av landet, 400 km väster om huvudstaden Teheran. Shūr-e Qarah Kand ligger 1 871 meter över havet och antalet invånare är 353.
Terrängen runt Shūr-e Qarah Kand är kuperad åt nordost, men åt sydväst är den platt. Runt Shūr-e Qarah Kand är det ganska glesbefolkat, med 22 invånare per kvadratkilometer. Närmaste större samhälle är Naşīrābād-e Soflá, 12,8 km öster om Shūr-e Qarah Kand. Trakten runt Shūr-e Qarah Kand består i huvudsak av gräsmarker.